# Кажар (Кыргызстан)
Кажар (кирг. Кажар) — село в Ала-Букинском районе Джалал-Абадской области Кыргызстана. Входит в состав Торогелди Балтагуловского айылного аймака.

## География
Село расположено в юго-западной части области, на расстоянии приблизительно 7 километров (по прямой) к юго-востоку от села Ала-Бука, административного центра района.

## История
Населённый пункт получил статус села 8 июня 2015 года.

## Население
Согласно оценочным данным Национального статистического комитета Кыргызской Республики, численность населения села на начало 2023 года составляла 893 человека.
| год     | 2020 | 2021 | 2023 |
| ------- | ---- | ---- | ---- |
| человек | 802  | 831  | 893  |